# Wercklea hottensis
Wercklea hottensis är en malvaväxtart som först beskrevs av Helwig och Urban, och fick sitt nu gällande namn av P.A. Fryxell. Wercklea hottensis ingår i släktet Wercklea och familjen malvaväxter. Inga underarter finns listade i Catalogue of Life.